# Jeff Cunningham
Jeff Cunningham (ur. 21 sierpnia 1976 w Montego Bay) – jamajski piłkarz z obywatelstwem amerykańskim, grający najczęściej na pozycji napastnika.

## Początki
Cunningham urodził się na Jamajce, jednak w wieku 14 lat przeniósł się do amerykańskiego Crystal River. Tam w latach 1994-1997 uczęszczał do University of South Florida i występował w uniwersyteckiej drużynie South Florida Bulls. Swoją przygodę z Bulls zakończył z 41 golami i 36 asystami na koncie.

## Kariera klubowa
Za pośrednictwem MLS College Draft 1998 (w którym zajął 9. miejsce) Jeff dostał się do pierwszoligowego zespołu Columbus Crew. W swoim pierwszym sezonie zdobył 8 goli w 25 meczach, co jest dobrym wynikiem, biorąc pod uwagę to, że najczęściej występował jako rezerwowy. Wywalczył miejsce w podstawowej jedenastce już rok później i grał w niej już regularnie aż do swojego odejścia z Crew. Został wybrany do najlepszej jedenastki sezonu w roku 2002, kiedy to zdobył 16 goli i zanotował 5 asyst. Ogółem w drużynie z Columbus zdobył 62 gole w 182 meczach.
W 2005 roku został sprzedany do Colorado Rapids. Grał tam tylko przez jeden sezon, w którym strzelił 12 bramek w 26 spotkaniach. Został powołany do drużyny gwiazd MLS na mecz z Fulham. Przeciwko angielskiej drużynie zdobył 2 gole. W kolejnym meczu gwiazd ligi również zebrał pochlebne recenzje, mimo wysokiej porażki (0:5) z Realem Madryt.
Po roku występów w Colorado Rapids Cunningham został sprzedany do Real Salt Lake. W ramach rozliczenia za transfer w przeciwną stronę powędrował Clint Mathis. Jeff w barwach "RSL" wywalczył w 2006 roku Złoty But MLS, czyli po prostu tytuł króla strzelców ligi.
22 maja 2007 został sprzedany do Toronto FC, w zamian za Alecko Eskandariana i możliwość losowania w pierwszej rundzie MLS SuperDraft 2008. W kanadyjskim zespole nosił na koszulce numer 96, na pamiątkę 96 goli w MLS, które miał już na koncie po ukończeniu pierwszego sezonu w tym klubie.
Po dwóch sezonach w Toronto "Cunny" przeniósł się do FC Dallas. W nowej drużynie zadebiutował 8 sierpnia 2008 w spotkaniu z Columbus Crew (1:2) – zdobył wtedy jedynego gola dla swojego zespołu. Było to zarazem setne trafienie Jeffa w rozgrywkach MLS. Wcześniej ponad 100 goli w amerykańskiej lidze zdobyli tylko Ante Razov, Jason Kreis i Jaime Moreno. Cunningham niebawem wyprzedził w tej klasyfikacji Razova oraz Kreisa i zajmuje drugie miejsce w tabeli najlepszych strzelców w historii Major League Soccer, ustępując 10 golami wspomnianemu Moreno (stan na koniec sezonu 2009).
Jeff zdobył kolejny tytuł króla strzelców ligi w 2009 roku.

## Kariera reprezentacyjna
W 1999 roku wystąpił w meczu reprezentacji Jamajki przeciwko Ghanie.
Dwa lata później, w listopadzie 2001, przyjął amerykańskie obywatelstwo. W reprezentacji USA zadebiutował niecały miesiąc później, 9 grudnia, w spotkaniu z Koreą Południową. Swój pierwszy mecz w eliminacjach do mistrzostw świata zaliczył 7 września 2005 przeciwko Gwatemali.
W listopadzie 2009, po 4 latach przerwy, został powołany przez selekcjonera Boba Bradleya na towarzyskie spotkania z Danią i Słowacją. W meczu z pierwszej z wymienionych reprezentacji zdobył swojego pierwszego gola w kadrze narodowej.
Z "The Yanks" brał udział w Pucharze Konfederacji 2003.

### Gole w reprezentacji
| #  | Data              | Miejsce      | Przeciwnik | Gol   | Wynik | Zawody          |
| -- | ----------------- | ------------ | ---------- | ----- | ----- | --------------- |
| 1. | 18 listopada 2009 | Århus, Dania | Dania      | 1 – 0 | 1–3   | Mecz towarzyski |

## Osiągnięcia
- Indywidualne
  - Król strzelców ligi amerykańskiej: 2006, 2009
  - MLS Best XI: 2002, 2006, 2009

## Życie prywatne
Jeff i jego żona Jocelyn mają jedno dziecko: Mikaylę (ur. 2008).